# Bataille de Talavera de la Reina
Guerre d'Espagne
Batailles
La bataille de Talavera de la Reina est un des premiers combats de la Guerre d'Espagne, qui a opposé les forces nationalistes aux troupes républicaines. Elle s'est déroulée dans la ville de Talavera de la Reina, 3 septembre 1936, lorsque les miliciens républicains essayèrent de barrer la route aux troupes nationalistes de l'armée d'Afrique qui avançait vers Madrid afin de l'assiéger.
La bataille fut particulièrement sanglante, pour les deux côtés. Mais elle fut une nouvelle preuve de la supériorité éclatante des troupes soulevées, bien entraînées et rompues aux combats, sur les milices et les soldats républicains.

## Contexte
Après avoir été successivement défaites, lors de la campagne d'Estrémadure, aux batailles de Mérida et de Badajoz, l'armée républicaine décida de se replier sur une solide position. Le choix du commandement républicain, composé du général Manuel Riquelme et du chef communiste Juan Modesto, se posa sur les collines qui entouraient le village de Talavera. Plutôt que de risquer l'armée républicaine dans une bataille sur un terrain découvert, le général républicain Manuel Riquelme préféra céder du terrain, conservant ses forces de 10 000 hommes intactes à Talavera. Il obtint une forte artillerie et un train blindé armé pour soutenir les unités. Cependant, la plupart des hommes qu'il avait sous son commandement était inexpérimentés, mal équipés et mal organisés. 
Le 3 septembre, les troupes nationalistes arrivèrent en vue de Talavera. Elles étaient menées par le général Juan Yagüe, qui les avait menées de victoire en victoire lors de leur « marche sur Madrid ». Yagüe décida de fixer immédiatement un plan d'attaque, consistant à encercler les troupes républicaines. Mais les soldats étaient épuisés par les nombreux kilomètres parcourus depuis Séville et par le harcèlement qu'ils subissaient des partisans de la république.

## Combats
Au matin du 3 septembre, Yagüe envoya le colonel Asensio et le major Castejón attaquer les flancs des défenseurs. Rapidement, les deux colonnes s'emparèrent de la gare ferroviaire er de l'aérodrome. Se voyant encerclés, de nombreux miliciens préférèrent alors battre en retraite et abandonner leur poste.
À midi, Yagüe prit d'assaut la ville elle-même : suivant une tactique qui lui était propre, il fit traverser la ville rapidement le gros de ses troupes et investit le centre-ville, surprenant les républicains qui s'y trouvaient. Bien que ces derniers cherchèrent à se cramponner au terrain, leur résistance fut faible à cause du manque d'expérience. Le soir, Talavera était perdue pour les républicains.

## Conséquences
La bataille fut, certes, une victoire pour les nationalistes, mais une victoire à la Pyrrhus. Ils perdirent dans les combats plus de 1 000 hommes, tués ou blessés. Ses troupes étaient bien trop épuisées pour continuer plus loin leur route. Elles durent y garder leur position et y stationner, afin d'y attendre des renforts en troupes fraîches.
Quant aux républicains, ils comptèrent 500 morts, mais perdirent 1 000 hommes qui furent faits prisonniers. Surtout, ils perdirent leur dernière ligne de défense avant Madrid, offrant la capitale à l'assaut des militaires rebelles. Pour le président du gouvernement, Francisco Largo Caballero, cette défaite fut la preuve qu'il fallait réorganiser complètement les forces républicaines et créer une nouvelle armée rompue à la discipline militaire, l'Armée Populaire Républicaine, destinée à remplacer les milices confédérales.
Les troupes de Yagüe, détournées ensuite vers Tolède pour libérer les assiégés de l'Alcázar, arrivèrent quelques semaines plus tard devant Madrid pour en commencer le siège.